# کریس بالدوین (دوچرخه‌سوار)
کریس بالدوین (انگلیسی: Chris Baldwin؛ زادهٔ ۱۵ اکتبر ۱۹۷۵) دوچرخه‌سوار اهل ایالات متحده آمریکا است.
وی در مسابقات کشوری و بین‌المللی در مجموع برندهٔ ۱ مدال نقره شده‌است.